# طه حسين
طه حسين علي بن سلامة (1306- 1393 هـ / 1889- 1973 م)، وشهرته «طه حسين»، أديب وناقد مصري، لُقّب بعميد الأدب العربي. يُعَد من أبرز الشخصيات في حركة الأدب العربي الحديث. ولا تزال أفكاره ومواقفه تثير الجدل حتى اليوم.
درس في الأزهر، ثم التحق بالجامعة الأهلية حين افتُتحت عام 1908، وحصل على الدكتوراه عام 1914 ثم ابتعث إلى فرنسا ليكمل الدراسة. عاد إلى مصر ليعمل أستاذًا للتاريخ ثم أستاذًا للغة العربية. عمل عميدًا لكلية الآداب، ثم مديرًا لجامعة الإسكندرية، ثم وزيرًا للمعارف. من أشهر كتبه: في الشعر الجاهلي (1926) ومستقبل الثقافة في مصر (1938).
وقد رُشح لجائزة نوبل في الأدب إحدى وعشرين مرة.

## سيرته الذاتية

### مولده ونشأته
وُلد طه حسين علي بن سلامة يوم الجمعة 21 ربيع الأول 1307هـ الموافق 14 نوفمبر (تشرين الثاني) 1889م، وكان سابع ثلاثة عشر من أبناء أبيه حسين، وخامس أحد عشر من أشقائهِ، في قرية كيلو القريبة من مغاغة إحدى مدن محافظة المنيا في الصعيد الأوسط المصري ولم يمر على عيني الطفل أربعة من الأعوام حتى أصيبتا بالرمد ما أطفأ النور فيهما إلى الأبد؛ ويرجع ذلك إلى الجهل وعدم جلب أهله للطبيب بل استدعوا الحلاق الذي وصف لهُ علاجا ذهب ببصره، وكان والده حسين عليّ موظفًا صغيرًا رقيق الحال في شركة السكر. أدخله أبوه كتاب القرية للشيخ محمد جاد الرب لتعلم العربية والحساب وتلاوة القرآن الكريم وحفظه في مدة قصيرة أذهلت أستاذه وأقاربه ووالده الذي كان يصحبه أحياناً لحضور حلقات الذكر، والاستماع إلى قصص عنترة بن شداد وأبو زيد الهلالي.

### تعليمه
دخل طه حسين جامع الأزهر للدراسة الدينية والاستزادة من العلوم العربية في عام 1902، فحصل فيه على ما تيسر من الثقافة، ونال شهادته التي تخوله التخصص في الجامعة، لكنه ضاق ذرعاً فيها، فكانت الأعوام الأربعة التي قضاها فيها، وهذا ما ذكره هو نفسه، وكأنها أربعون عاماً وذلك بالنظر إلى رتابة الدراسة، وعقم المنهج، وعدم تطور الأساتذة والشيوخ وطرق وأساليب التدريس.
ولما فتحت الجامعة المصرية أبوابها عام 1908 كان طه حسين أول المنتسبين إليها، فدرس العلوم العصرية، والحضارة الإسلامية، والتاريخ والجغرافيا، وعدداً من اللغات الشرقية كالحبشية والعبرية والسريانية، وظل يتردد خلال تلك الحقبة على حضور دروس الأزهر والمشاركة في ندواته اللغوية والدينية والإسلامية. ودأب على هذا العمل حتى سنة 1914، وهي السنة التي نال فيها شهادة الدكتوراه وموضوع الأطروحة هو: «ذكرى أبي العلاء» ما أثار ضجة في الأوساط الدينية، وفي ندوة البرلمان المصري إذ اتهمه أحد أعضاء البرلمان بالمروق والزندقة والخروج على مبادئ الدين الحنيف. وقد صدرت أوامر من شيخ الأزهر للجنة الفاحصة بعدم منح طه حسين درجة العالمية مهما كانت الظروف. وإن كان مؤلف «الأيام» قد مُنِعَ من الحصول على درجة العالمية في الأزهر الشريف، فإنه قد بلغ أعلى درجة علمية في الجامعة، بنيله شهادة الدكتوراه وهكذا صار رجل «جامعة» بدل أن يصير رجل «جامع». فإن إفشاله في الجامع كان أعظم حافز نحو النجاح المبهر في الجامعة.
وفي العام نفسه، أي في عام 1914 أوفدته الجامعة المصرية إلى مونبلييه بفرنسا، لمتابعة التخصص والاستزادة من فروع المعرفة والعلوم العصرية، فدرس في جامعتها الفرنسية وآدابها، وعلم النفس والتاريخ الحديث. بقي هناك حتى سنة 1915، سنة عودته إلى مصر، فأقام فيها حوالي ثلاثة أشهر أثار خلالها معارك وخصومات متعددة، محورها الكبير بين تدريس الأزهر وتدريس الجامعات الغربية ما حدا بالمسؤولين إلى اتخاذ قرار بحرمانه من المنحة المعطاة له لتغطية نفقات دراسته في الخارج، لكن تدخل السلطان حسين كامل حال دون تطبيق هذا القرار، فعاد إلى فرنسا من جديد لمتابعة التحصيل العلمي، ولكن في العاصمة باريس فدرس في جامعتها مختلف الاتجاهات العلمية في علم الاجتماع والتاريخ اليوناني والروماني والتاريخ الحديث وأعد خلالها أطروحة الدكتوراه الثانية وعنوانها: «الفلسفة الاجتماعية عند ابن خلدون»، وكان ذلك عام 1918 إضافة إلى إنجازه دبلوم الدراسات العليا في القانون الروماني، والنجاح فيه بدرجة الامتياز، وفي غضون تلك الأعوام كان قد تزوج من سوزان بريسو الفرنسية السويسرية الجنسية التي ساعدته على الإطلاع أكثر فأكثر باللغة الفرنسية واللاتينية، فتمكن من الثقافة الغربية إلى حد بعيد.

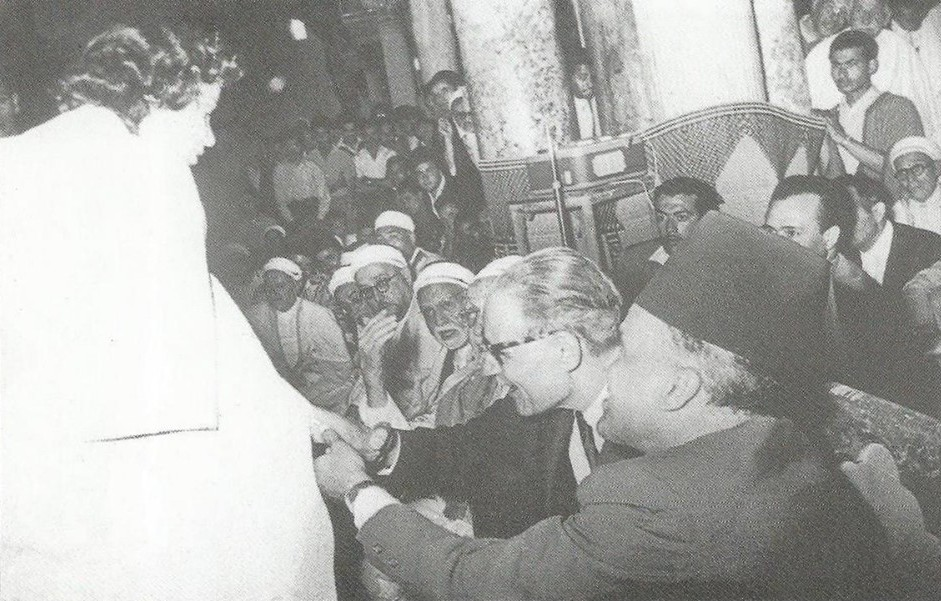
طه حسين مع الرئيس الحبيب بورقيبة ومحمد الطاهر بن عاشور ومحمد عبد العزيز جعيط (جامع الزيتونة، 1957)

كان لهذه السيدة عظيم الأثر في حياته، فقامت لهُ بدور القارئ فقرأت عليهِ الكثير من المراجع، وأمدته بالكتب التي تمت كتابتها بطريقة برايل حتى تساعده على القراءة بنفسه، كما كانت الزوجة والصديق الذي دفعه للتقدم دائماً وقد أحبها طه حسين حباً جماً، ومما قاله فيها أنه «منذ أن سمع صوتها لم يعرف قلبه الألم»، وكان لطه حسين اثنان من الأبناء هما: أمينة ومؤنس.

### أساتذته
كان الأستاذ الأول لطه حسين هو الشيخ محمد جاد الرب، الذي علمه مبادئ القراءة والكتابة والحساب، وتلاوة القرآن الكريم في الكتاب الذي كان يديره بمغاغة في عزبة الكيلو.
وتلقى العلم في الجامع الأزهر على يد عدد من الأساتذة والمشايخ وكان من أبرزهم: سيد المرصفي، والشيخ مصطفى المراغي، والشيخ محمد بخيت، والشيخ عطا، والشيخ محمد عبده، وقد أعجب بادئ الأمر كثيراً بآراء هذا الأخير واتخذه مثالاً في الثورة على القديم والتحرر من التقاليد.
وتتلمذ طه في الجامعة المصرية على يد كل من أحمد زكي في دروس الحضارة الإسلامية، أحمد كمال باشا في الحضارة المصرية القديمة، والمستشرق جويدي في التاريخ والجغرافيا. أما في الفلك فتتلمذ على كارلو ألفونسو نللينو، وفي اللغات السامية القديمة على المستشرق ليتمان، وفي الفلسفة الإسلامية على دافيد سانتلانا، وفي تاريخ الحضارة الشرقية القديمة على ميلوني، والفلسفة على ماسينيون، والأدب الفرنسي على كليمانت.
أما في جامعة باريس فدرس التاريخ اليوناني على غلوتسس، والتاريخ الروماني على بلوك، والتاريخ الحديث على سيغنوبوس، وعلم الاجتماع على إميل دوركايم، وقد أشرف هذا ومعه بوغليه على أطروحته عن فلسفة ابن خلدون الاجتماعية بمشاركة من بلوك كازانوفا.

## عودته لمصر
لما عاد طه حسين إلى مصر عام 1919 عُين أستاذًا للتاريخ اليوناني والروماني في الجامعة المصرية، وكانت جامعة أهلية، فلما أُلحقت بالدولة عام 1925 عينته وزارة المعارف أستاذاً فيها للأدب العربي، فعميداً لكلية الآداب في الجامعة نفسها، وذلك عام 1928، لكنه لم يلبث في العمادة سوى يوم واحد؛ إذ قدّم استقالته من هذا المنصب تحت تأثير الضغط المعنوي والأدبي الذي مارسه عليه الوفديون، خصوم الأحرار الدستوريين الذي كان منهم طه حسين.
وفي عام 1930 أُعيد طه حسين إلى عمادة الآداب، لكن وبسبب منح الجامعة الدكتوراه الفخرية لعدد من الشخصيات السياسية المرموقة مثل عبد العزيز فهمي، وتوفيق رفعت، وعلي ماهر باشا رفض طه حسين هذا العمل، فأصدر وزير المعارف مرسومًا يقضي بنقله إلى وزارة المعارف، لكن رفض العميد تسلم منصبه الجديد فاضطر الحكومة إلى إحالته إلى التقاعد عام 1932.
على أثر تحويل طه حسين إلى التقاعد انصرف إلى العمل الصحفي فأشرف على تحرير «كوكب الشرق» التي كان يصدرها حافظ عوض، وما لبث أن استقال من عمله بسبب خلاف بينه وبين صاحب الصحيفة، فاشترى امتياز «جريدة الوادي» وراح يشرف على تحريرها، لكن هذا العمل لم يعجبه فترك العمل الصحفي إلى حين، كان هذا عام 1934.
وفي العام نفسه أي عام 1934 أُعيد طه حسين إلى الجامعة المصرية بصفة أستاذ للأدب، ثم بصفة عميد لكلية الآداب ابتداء من عام 1936. وبسبب خلافه مع حكومة محمد محمود استقال من العمادة لينصرف إلى التدريس في الكلية نفسها حتى عام 1942، سنة تعيينه مديراً لجامعة الإسكندرية، إضافة إلى عمله الآخر مستشاراً فنياً لوزارة المعارف، ومراقباً للثقافة في الوزارة عينها. وفي عام 1944 ترك الجامعة بعد أن أُحيل إلى التقاعد.
وفي عام 1950، وكان الحكم بيد حزب الوفد صدر مرسوم تعيينه وزيراً للمعارف، وبقي في هذا المنصب حتى عام 1952، تاريخ إقامة الحكومة الوفدية، بعد أن منح لقب الباشوية عام 1951، وبعد أن وجه كل عنايته لجامعة الإسكندرية، وعمل رئيساً لمجمع اللغة العربية بالقاهرة، وعضواً في العديد من المجامع الدولية، وعضواً في المجلس العالي للفنون والآداب.
وفي عام 1959 عاد طه حسين إلى الجامعة بصفة أستاذ غير متفرغ، كما عاد إلى الصحافة فتسلم رئاسة تحرير الجمهورية إلى حين.

## سياسته وزيراً للمعارف

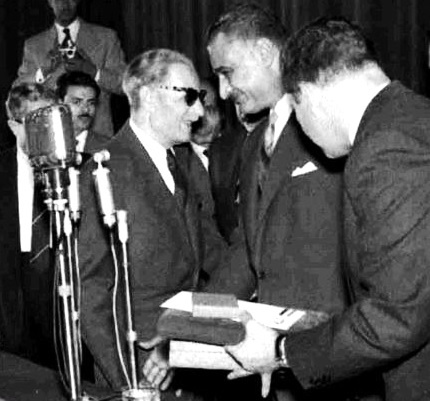
جمال عبد الناصر يمنح طه حسين جائزة الدولة التقديرية في الأدب (القاهرة، 1959)

ينسب له الفضل في مجانية التعليم حتى المرحلة الثانوية لما شغل منصب وزير المعارف في وقت كان التعليم فيه حكرا على أبناء الأعيان حارما فئات عريضة من الحق في التعليم و مع ذلك ظل التعليم الجامعي بمقابل إلى أن جاءت ثورة الضباط الأحرار فأقرت التعليم المجاني لجميع المستويات. اعتبر طه حسين التعليم حق للجميع  كالماء والهواء, وكانت له سياسة فعالة لبناء منظومة تعليمية قوية تنافس منظومات التعليم الأوروبية. كما أقر للتلاميذ «تغذية» كاملة ومكنهم من الكتب والمعدات الدراسية. ودافع بجرأة كبيرة عن استقلالية الجامعة وعندما كان عميدا رفض تسليم دكتوراة فخرية لبعض الشخصيات مما كلفه منصبه .

### في مكة والمدينة
في عام 1955 ذهب طه حسين لأداء فريضة الحج، واستغرقت رحلته تسعة عشر يوماً، وكان لهذه الرحلة صدى واسع في كل مكان، وكان استقباله هناك استقبالاً مهيباً، وعرساً لا مثيل له. فكان في استقباله الملك سعود، والأمراء والأعيان والوجهاء والأدباء والإعلاميون، واحتفت به المؤسسات الثقافية والهيئات العلمية كافة.
كما استقبلته هناك بعثة الأزهر الشريف، وكان من بينها الشيخ محمد متولي الشعراوي، إذ كان يعمل أستاذاً في كلية الشريعة، الذي لم يقف من طه حسين موقفاً سلبياً، مجاراة لزملائه الأزهريين المعروفة خصومتهم آنذاك لطه حسين، بل على العكس، رحب به ترحيباً كبيراً، وحيَّاه، وأعرب طه حسين عن سعادته بهذه الرحلة الإيمانية إلى الحجاز، فقال: «لقد تركتْ زيارتي للحجاز آثاراً قوية رائعة في نفسي، لا يمكن أن تصور في حديث أو أحاديث. وحسبك أنها الموطن الذي أشرق منه نور الإسلام، ونشأت فيه الحضارة العربية الإسلامية. وما أعرف قُطراً من أقطار الأرض أثَّرَ في عقول الناس وقلوبهم وأذواقهم كما أثَّرتْ هذه البلاد، وكما أثّرَ الحجاز فيها بنوع خاص».
وعن مشاعره نحو مكة والمدينة قال طه حسين: «هما المدينتان المقدستان اللتان تهوي إليهما أفئدة المسلمين، من زارهما منهم ومن لمْ يزرهما، ولم أكن إلاَّ واحداً من هؤلاء المسلمين الذين يزورون مكة والمدينة منذ شَرَعَ الله الدين الحنيف للناس». وبعد زيارته لمدينة رسول الله ﷺ المسجد النبوي، حاول رجال الصحافة وأعيان المدينة المنورة أن يستمعوا للدكتور طه حسين، ببيانه الساحر، ومنطقه الرائع، وأن يظفروا بما ظفر به الجمهور في مكة وجدة، لكنه أمسك عن القول، على رغم الإلحاح الشديد والمحاولات المتكررة، معتذراً عن عدم الكلام بقوله: «ما كان لي أن أتكلم في مدينة النبيّ ﷺ وما كان لي أن أرفع صوتي وقد قال الله تعالى: «لا ترفعوا أصواتكم فوق صوت النبيّ».
وكتب الصحافي علي حافظ: «شُوهِد طه حسين أثناء وقوفه عند «الحديبية» وهو يأخذ حفنة من التراب ويُقبّلها، وعندما سئل عن ذلك قال: «لعلَّ الرسول وطئَ هنا».
وسئل أيضاً عن شعوره نحو مهبط الوحي. فقال: «أمَّا رأيي فيها فهو رأي كل مسلم يقدِّر مهد الإسلام حق قدره، ويتمنى أن تكون مشرق النور في مستقبل أيامها كما كانت مشرق النور حين اختصها الله بكرامته، فابتعث فيها (مُحمَّداً) عليه السلام شاهداً ومبشراً ونذيراً، وداعياً إلى الله بإذنه وسراجاً منيراً، وأنزل عليه القرآن هُدى للناس وبيّنات من الهدى والفرقان».
وسئل عن أول مؤلفاته الإسلامية وآخرها، فقال: كتاب «على هامش السيرة»، وآخرها «مرآة الإسلام».
كما سئل عن الشخصية التي استهوته، فقال: «أولاً رسول الله، وثانياً: عمر بن الخطاب، وثالثاً: عليّ بن أبي طالب».

## في الشعر الجاهلي
في عام 1926 ألّف طه حسين كتابه المثير للجدل «في الشعر الجاهلي» وعمل فيه بمبدأ ديكارت وخلص في استنتاجاته وتحليلاته أن الشعر الجاهلي منحول، وأنه كتب بعد الإسلام ونسب للشعراء الجاهليين. تصدى له العديد من علماء الفلسفة واللغة ومنهم: مصطفى صادق الرافعي والخضر حسين ومحمد لطفي جمعة والشيخ محمد الخضري ومحمود محمد شاكر وغيرهم. كما قاضى عدد من علماء الأزهر طه حسين إلا أن المحكمة برأته لعدم ثبوت أن رأيه قصد به الإساءة المتعمدة للدين أو للقرآن. فعدل اسم كتابه إلى «في الأدب الجاهلي» وحذف منه المقاطع الأربعة التي أُخذت عليه.
فكرة الكتاب هي أن الشعر الجاهلي منتحل، لأن ما بقي من الشعر الجاهلي قليل جدًا ولا يعبر عن المرحلة وخصوصًا الحياة الدينية للجاهليين، والتي عبّر عنها القرأن بشكل أفضل. بحيث أن القرآن وصف حياة دينية قوية عند القريشيين، كما وصف حياة فكرية قائمة على الجدال والخصام والحوار. ويستخلص طه حسين أن هناك شعوبيون انتحلوا أخبارًا وأشعارًا كثيرة وأضافوها إلى الجاهليين. لذلك فالقرآن هو أصدق مرآة للحياة الجاهلية وليس الشعر الجاهلي 

## أفكاره
دعا طه حسين إلى نهضة أدبية، وعمل على الكتابة بأسلوب سهل واضح مع المحافظة على مفردات اللغة وقواعدها، ولقد أثارت آراؤه الكثيرين كما وجهت له العديد من الاتهامات، ولم يبال طه بهذه الثورة ولا بهذه المعارضات القوية التي تعرض لها ولكن استمر في دعوته للتجديد والتحديث، فقام بتقديم العديد من الآراء التي تميزت بالجرأة الشديدة والصراحة فقد أخذ على المحيطين به ومن الأسلاف من المفكرين والأدباء طرقهم التقليدية في تدريس الأدب العربي، وضعف مستوى التدريس في المدارس الحكومية، ومدرسة القضاء وغيرها، كما دعا إلى أهمية توضيح النصوص العربية الأدبية للطلاب، هذا بالإضافة لأهمية إعداد المعلمين الذين يقومون بتدريس اللغة العربية، والأدب ليكونوا على قدر كبير من التمكن والثقافة بالإضافة لاتباع المنهج التجديدي، وعدم التمسك بالشكل التقليدي في التدريس.
من المعارضات الهامة التي واجهها طه حسين في حياته تلك التي كانت عندما نشر كتابه «الشعر الجاهلي»، فقد أثار هذا الكتاب ضجة كبيرة، والكثير من الآراء المعارضة، وهو الأمر الذي توقعه طه حسين، وكان يعلم جيداً ما سوف يحدثه فمما قاله في بداية كتابه:
| طه حسين | هذا نحو من البحث عن تاريخ الشعر العربي جديد لم يألفه الناس عندنا من قبل، وأكاد أثق بأن فريقا منهم سيلقونه ساخطين عليه، وبأن فريقا آخر سيزورون عنه ازورارا. ولكني على سخط أولئك وازورار هؤلاء أريد أن أذيع هذا البحث أو بعبارة أصح أريد أن أقيده فقد أذعته قبل اليوم حين تحدثت به إلى طلابي في الجامعة. وليس سرا ما تتحدث به إلى أكثر من مائتين، ولقد اقتنعت بنتائج هذا البحث اقتناعا ما أعرف أني شعرت بمثله في تلك المواقف المختلفة التي وقفتها من تاريخ الأدب العربي، وهذا الاقتناع القوي هو الذي يحملني على تقييد هذا البحث ونشره في هذه الفصول غير حافل بسخط الساخط ولا مكترث بازورار المزور. وأنا مطمئن إلى أن هذا البحث وإن أسخط قوما وشق على آخرين فسيرضي هذه الطائفة القليلة من المستنيرين الذين هم في حقيقة الأمر عدة المستقبل وقوام النهضة الحديثة، وزخر الأدب الجديد. | طه حسين |

## نقده
أخذ على طه حسين دعوته إلى الأَوْرَبة. كما أخذ عليه قوله بانعدام وجود دليل على وجود النبيين إبراهيم إسماعيل فضلا عن زيارتهما الحجاز ورفعهم الكعبة سالكًا بذلك المنهج الديكارتي في التشكيك، ويقول في هذا الصدد.
| طه حسين | للتوراة أن تحدثنا عن إبراهيم وإسماعيل وللقرآن أن يحدثنا عنهما ولكن هذا لا يكفي لصحة وجودهما التاريخي. | طه حسين |

كما اُنتقد لمساندته عبد الحميد بخيت أمام الأزهر في فتوى جواز الإفطار في نهار رمضان لمن يجد أدنى مشقة. واتهم بالكفر والإلحاد.

### الرد عليه
قام مصطفى صادق الرافعي بتأليف كتاب سماه تحت راية القرآن للرد على كتاب في الشعر الجاهلي وألّف كذلك بين القديم والجديد للرد على كتاب ألفه طه حسين وهو مستقبل الثقافة في مصر وعلى كتاب سلامة موسى المدعو اليوم والغد. وقد صنّف إبراهيم عوض مؤلفًا جمع فيه أقوال النقاد والمؤرخين سماه «معركة الشعر الجاهلي بين الرافعي وطه حسين».
قام سيد قطب بتأليف كتاب أسماه «نقد كتاب مستقبل الثقافة في مصر لطه حسين»، وممن رد عليه أنور الجندي في كتابه «محاكمة فكر طه حسين»،
كما رد عليه وائل حافظ خلف في كتابه الذي أسماه «مجمع البحرين في المحاكمة بين الرافعي وطه حسين». وألمح في آخر بحثه إلى أن طه حسين قد رجع بعدُ عن رأيه في الشعر الجاهلي بمقالة كتبها، مستدلاً بقول العلامة محمود محمد شاكر في «رسالة في الطريق إلى ثقافتنا» (حاشية ص163) ط/ مكتبة الخانجي - الطبعة الثانية: «قد بينّت في بعض مقالاتي أن الدكتور طه قد رجع عن أقواله التي قالها في الشعر الجاهلي، بهذا الذي كتبه، وببعض ما صارحني به بعد ذلك، وصارح به آخرين، من رجوعه عن هذه الأقوال. ولكنه لم يكتب شيئا صريحًا يتبرأ به مما قال أو كتب. وهكذا كانت عادة «الأساتذة الكبار»! يخطئون في العلن، ويتبرأون من خطئهم في السر!!» انتهى.
كما عارضه خالد العصيمي في بحثه «مواقف طه حسين من التراث الإسلامي». وأفرد محمود مهدي الاستانبولي في كتابه طه حسين في ميزان العلماء والأدباء فصلًا عن نقد طه حسين وكذلك صابر عبد الدايم في بحثه «بين الرافعي وطه حسين تحت راية القرآن».

## مناصب وجوائز
اضطلع طه حسين خلال تلك الحقبة، وفي السنوات التي أعقبتها بمسؤوليات مختلفة، وحاز مناصب وجوائز شتى، منها: تمثيلة مصر في مؤتمر الحضارة المسيحية الإسلامية في مدينة فلورنسا بإيطاليا عام 1960، وانتخابه عضوا في المجلس الهندي المصري الثقافي، والإشراف على معهد الدراسات العربية العليا، واختياره عضوًا محكمًا في الهيئة الأدبية الطليانية والسويسرية؛ وهي هيئة عالمية على غرار الهيئة السويدية التي تمنح جائزة بوزان. ولقد رشحته الحكومة المصرية لنيل جائزة نوبل، وفي عام 1964 منحته جامعة الجزائر الدكتوراه الفخرية، ومثلها فعلت جامعة بالرمو بصقلية الإيطالية، عام 1965. وفي السنة نفسها ظفر طه حسين بقلادة النيل، إضافة إلى رئاسة مجمع اللغة العربية، وفي عام 1968 منحته جامعة مدريد شهادة الدكتوراه الفخرية، وفي عام 1971 رأس مجلس اتحاد المجامع اللغوية في العالم العربي، ورشح من جديد لنيل جائزة نوبل، وأقامت منظمة اليونسكو الدولية في اورغواي حفلاً تكريمياً أدبياً قل نظيره. وشغل طه حسين أيضا منصب وزير التربية والتعليم في مصر.

## من أقواله
| طه حسين | أن نسير سيرة الأوروبيين ونسلك طريقهم، لنكون لهم أنداداً، ولنكون لهم شركاء في الحضارة، خيرها وشرها، حلوها ومرها، وما يحب منها وما يُكره، وما يُحمد منها وما يُعاب. | طه حسين |

| طه حسين | ويل لطالب العلم إن رضي عن نفسه. | طه حسين |

## قالوا عنه
قال عنه عبَّاس محمود العقاد: إنه
فاستطاع بذلك نقل الحراك الثقافي بين القديم والحديث من دائرته الضيقة التي كان عليها إلى مستوى أوسع وأرحب بكثير.
وقال عنه الدكتور إبراهيم مدكور: اعتدّ تجرِبة الرأي وتحكيم العقل استنكر التسليم المطلق ودعا إلى البحث والتحري بل إلى الشك والمعارضة وأدخل المنهج النقدي في ميادين لم يكن مسلَّمًا من قبل أن يطبق فيها وأدخل في الكتابة والتعبير لونًا عذبًا من الأداء الفني حاكاه فيه كثير من الكُتَّاب وأضحى عميدَ الأدب العربي بغير منازع في العالم العربي جميعه وأنتج له عمل باسم مسلسل الأيام قام بدور البطولة أحمد زكي.

## مؤلفاته
كتبه الفكرية 
- على هامش السيرة.
- الشيخان.
- الفتنة الكبرى عثمان.
- الفتنة الكبرى علي وبنوه.
- مستقبل الثقافة في مصر.
- مرآة الإسلام.
- فلسفة ابن خلدون الإجتماعية.
- نظام الإثينيين.
- من آثار مصطفى عبد الرزاق.
- حديث المساء.
- غرابيل.

كتبه النقدية
- في الشعر الجاهلي.
- في الأدب الجاهلي.
- الحياة الأدبية في جزيرة العرب.
- فصول في الأدب والنقد.
- حديث الأربعاء.
- حافظ وشوقي
- صوت أبي العلاء
- مع أبي العلاء في سجنه
- تجديد ذكرى أبي العلاء
- مع المتنبي
- من حديث الشعر والنثر
- من أدبنا المعاصر
- ألوان (كتاب)
- خصام ونقد
- من لغو الصيف
- من الشاطيء الآخر (كتابات طه حسين بالفرنسية)
- أدبنا الحديث ما له وما عليه
- صحف مختارة من الشعر التمثيلي عند اليونان
- الحياة والحركة الفكرية في بريطانيا
- قادة الفكر

كتبه الإثرائية
- المعذبون في الأرض.
- الأيام.
- أحلام شهرزاد.
- أديب (كتاب).
- رحلة الربيع.
- أيام العمر (رسائل خاصة بين طه حسين وتوفيق الحكيم).
- دعاء الكروان.
- شجرة البؤس.
- الحب الضائع.
- الوعد الحق.
- في الصيف.
- بين بين.
- أحاديث.
- جنة الحيوان.
- ما وراء النهر.
- مدرسة الأزواج
- مرآة الضمير الحديث
- جنة الشوك
- لحظات
- نقد وإصلاح
- من بعيد
- من أدب التمثيل الغربي
- صوت باريس (قصص مترجمة)
- من هناك (قصص مترجمة)
- أوديب وثيسيوس: من أبطال الأساطير اليونانية.
- في مرآة الصحفي[33].
- مذكرات طه حسين.

ترجمات
- روح التربية، غوستاف لوبون، 1922
- أندروماك، جان راسين، 1935
- بروتاغوراس، أفلاطون
- النشوء والتطور، هنري برجسون، 1939
- صديقي أبي نواس، أناتول فرانس
- الفكر والفن عند اليونان، لوسيان فبر
- مدام شاتاكي، أندريه جيد

## تكريمه
| الوسام                                    | الدولة المانحة | التكريم                                                 |
| ----------------------------------------- | -------------- | ------------------------------------------------------- |
|                                           | مصر            | القلادة الكبرى من قلادة النيل العظمى                    |
|                                           | مصر            | الصليب الأعظم من وسام الاستحقاق (مصر)                   |
|                                           | فرنسا          | وسام جوقة الشرف                                         |
|                                           | اليونان        | الصليب الأعظم من وسام الفينيق                           |
|                                           | لبنان          | الطوق الكبير لوسام الأرز                                |
| Order of Merit (Liechtenstein) Ribbon.Bar | المغرب         | وسام الاستحقاق الفكري من رتبة قائد                      |
| ESP Alfonso X Order GC                    | إسبانيا        | الصليب العظيم من النيشان المدني لألفونسو العاشر الحكيم ‏ |
| SYR Order Merit 1kl rib                   | سوريا          | الطوق الكبير من وسام الاستحقاق السوري                   |
|                                           | تونس           | الطوق الكبير من وسام الجمهورية التونسي                  |

## وفاته
توفي طه حسين يوم الأحد 2 شوال 1393هـ الموافق 28 أكتوبر 1973م، عن عمر ناهز أربعة وثمانين عامًا.

## وصلات خارجية
- طه حسين على موقع أرشيف الشارخ.
- طه حسين على موقع IMDb (الإنجليزية)
- طه حسين على موقع الموسوعة البريطانية (الإنجليزية)
- طه حسين على موقع مونزينجر (الألمانية)
- طه حسين على موقع ديسكوغز (الإنجليزية)
- طه حسين على موقع قاعدة بيانات الفيلم (الإنجليزية)
- لقاء تلفزيوني نادر جدا مع الدكتور طه حسين. على يوتيوب
- صفحة طه حسين على موقع أبجد
- صفحة اقتباسات طه حسين على موقع أبجد
- زوجة طه حسين تروي تفاصيل الساعة الأخير